# Реброголов амазонський
Реброголов амазонський, або райка амазонська (Trachycephalus resinifictrix) — вид земноводних з роду Реброголов родини Райкові. Інша назва — «молочна жаба».

## Опис
Загальна довжина досягає 6—8 см. Голова широка. Очі великі, широко розставлені, підняті над мордою. Пальці без перетинок, на кінцях розширені у присоски, завдяки яким райка відмінно пересувається по слизьких вертикальних поверхнях. Основний фон забарвлення попелясто-блакитнуватий, позаду голови і в області задніх лап тіло оперезане широкими шоколадно-коричневими смугами. Такі ж смуги розташовуються на лапах. По всій спині розкидані невеликі блакитні горбки, що добре виділяються на коричневому тлі. На крижах одна або кілька коричневих плям. По морді від ніздрів до очей тягнуться коричневі смужки, ширина яких різниться у різних особин, іноді можуть зливатися в коричневу маску. Зіниці чорні, оточені золотавою райдужкою, розсіченою на чотири сектори чорними смужками.

## Спосіб життя

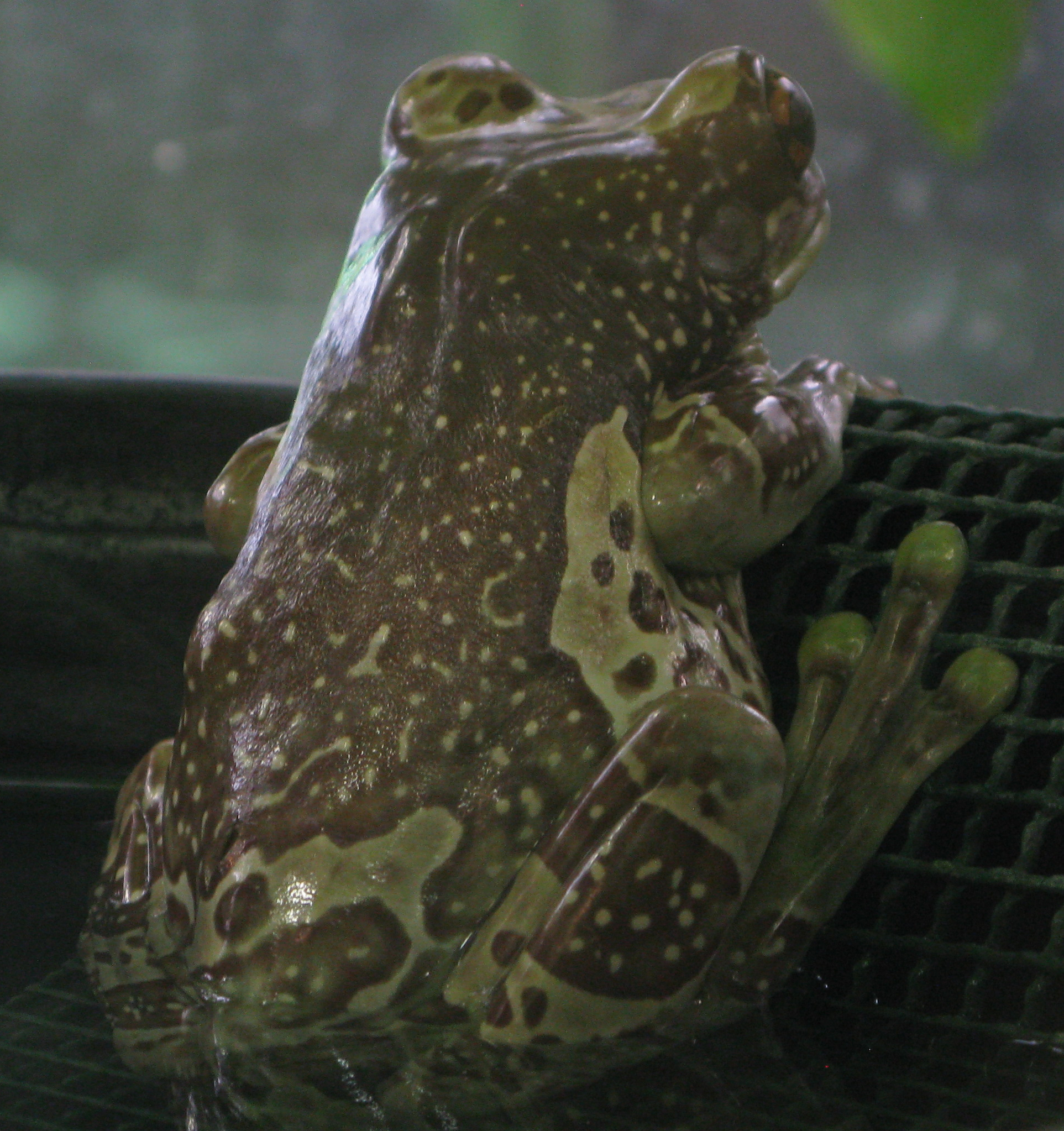
Реброголов амазонський.

Полюбляє рівнинні тропічні ліси. Веде деревний спосіб життя. Активна вночі. Живиться комахами.
Парування не прив'язане до якогось сезону. У сезон дощів самиця відкладає до 3000 яєць коло заповненого водою дупла. Через 1 день з'являються пуголовки. Метаморфоз триває 3 тижні.

## Розповсюдження
Поширена у басейні річки Амазонка: у Колумбії, Венесуелі, Бразилії, Болівії, Перу, Еквадорі, Гаяні, Суринамі, Гвіані.